# Farhad Badalbeyli
Farhad Badalbeyli (en azerí: Fərhad Bədəlbəyli) es un compositor, pianista y musicólogo de Azerbaiyán, artista del pueblo de la URSS.

## Vida
Farhad Badalbeyli nació el 27 de diciembre de 1947 en Bakú, en la familia del Artista del Pueblo de la RSS de Azerbaiyán, Shamsi Badalbeyli.
En 1969 se graduó en la Academia de Música de Bakú. En los años 1969-1971 estudió con la profesora Bella Davídovich en el Conservatorio de Moscú. 
Desde 1991 Farhad Badalbeyli es el rector de la Academia de Música de Bakú.
Farhad Badalbeyli ha ofrecido conciertos en Bulgaria, Alemania, Grecia, Dinamarca, Israel, Italia, Cuba, Noruega, Portugal, Túnez, Turquía, Finlandia, Francia, Checoslovaquia, Suecia, Yugoslavia, Japón, Rusia, etc.
Desde 2009 Farhad Badalbeyli es el director del Festival İnternacional de Música de Gabala.

## Premios
- Artista de Honor de la RSS de Azerbaiyán (1972)

- Artista del Pueblo de la RSS de Azerbaiyán (1978)

- Premio Estatal de la RSS de Azerbaiyán (1986)

- Artista del pueblo de la URSS (1990)

- Orden Shohrat (1997)

- Orden de las Artes y las Letras (2000)

- Orden Istiglal (2017)[4]

- Orden Sharaf (2022)